# SEE YOU THERE
『SEE YOU THERE』（シー・ユー・ゼア）は、木村拓哉の3作目のオリジナル・アルバム。2024年8月14日にSMAP時代から在籍しているビクターエンタテインメントから発売。

## 解説
2年7カ月ぶりのアルバムは、AI、明石家さんま、Uru、久保田利伸、竹内まりや、堂本剛、柳沢亮太（SUPER BEAVER）、吉田拓郎といった豪華アーティストの楽曲提供による全11曲が収録。3作連続でオリコンアルバムチャート1位を獲得。

## 発売形態
初回限定盤A・初回限定盤B・通常盤・Crew盤の4形態で発売。ファンクラブ限定盤は、グループ時代含めて、自身初となる。
初回限定盤Aと初回限定盤Bの早期同時予約特典：オリジナル卓上カレンダー2025
予約・先着購入特典：ポストカードA・B・C
応募抽選特典内容：Aコース【購入者限定プレミアムイベント】400名・Bコース【SEE YOU THEREオリジナルシューホーン】600名

### 初回限定盤A
- CD+豪華ブックレット
- 抽選特典応募シリアルコード封入

### 初回限定盤B
- CD+DVD

1. Stay Safe (Music Video)
2. Head Shot (Music Video)
3. Music Video Making

- 抽選特典応募シリアルコード封入

### 通常盤
- CD
- 抽選特典応募シリアルコード封入（初回プレス分）

### Crew盤(ファンクラブ限定盤)
- CD
- オリジナルメッセージカード封入
- 「TAKUYA KIMURA Live Tour 2024 SEE YOU THERE」コンサートチケット付きC&C Secret Menu参加抽選券封入

### イベント
2025年1月12日、Club eXにて、購入者限定プレミアムイベントを開催。当選者400名が招待され、自身初のラジオ公開収録となっており、木村拓哉 Flowのリスナーの10名も招待されている。その一部は、2025年2月の木村拓哉 Flowで、3週にわたって放送。当初、1時間を予定していたが、木村本人の希望もあり、1時間半延長される。「TAKUYA KIMURA Live Tour 2024 SEE YOU THERE」のバックバンドとのトークセッションもあり、「ここにいる」、「One Chance!」、「10月の恋人たち（Lovers in October）」、「君の空気に触れた瞬間(とき)」が演奏された。

## コメント

### 本人
2022年のアルバムリリース、コンサートツアー後、すぐに次の作品を届けたいと思って、作業をさせていただいたものがようやく形となりました。今回もたくさんのアーティストの皆様のお力を借りてアルバムを完成させることができました。本当に感謝しています。さんまさんとは前回のロケの時の話を受けて有言実行していただきました（笑）。
今回楽曲提供して頂いた方々のフィルターを通すと自分はどのように写っているのか?　それを受け取った時に自分はどのように表現するべきか、自問自答しながら表現してみました。ぜひ全ての曲を皆さんに早く届けたいと思っています。今回まず第一に思ったことは自分を支えてくれている人と何か一緒にできないかということでした。今作はそんな気持ちを持ちながら皆さんと共にアルバムを形作っていきたいと考えています!　ぜひ、共に進んでいきましょう!

### AI
木村さんってどんな気持ちなんだろう、、というところから色んな映像を見たり言葉や振る舞い、声をよーく聴いてみたり、きっと色んな事を乗り越えてきたんだろうな、、と勝手にですが、彼の立場になって今1番伝えたい事はなんなんだろう、、、こういう気持ちでいるんじゃないかなーーー、、、、って考えて作ったらこうなりました。
トラックはUTAくんなのでもう最高しか作らないし、作りながら木村さんが歌った時に彼の周りの全ての人達が何かを感じてくれたらいいよねーって言いながらでした。
そしてついに木村さんの声が入ったの聴いた時はもう、、感動でした。。
とにかく是非聴いてみてください。

### 明石家さんま
前回のさんタクで奄美大島のロケに行った時に、〈次のアルバムではバラードを書く〉と言ったのを木村が覚えていて、もう一度作詞に挑戦することになりました。考えた末に今回は“メニュー”というタイトルの曲を書いてみることにしました。〈ドキドキさせるデートメニュー〉を懸命に用意したのにも関わらず、木村が振られてしまうという曲にしようと思って作詞しました。二人の関係がうまく行くいっていた時（１番のサビ）のデートメニューには必ず単語の頭文字が〈H〉になっていて、振られた後のデートメニューの提案（２番のサビ）は〈H〉が付かない、そんな大人の恋愛ソングにしたかったです。男性の目線で書いたつもりだったんですが、完成してみたら女性の心も入っていると木村に言われてしまいました。
これで作詞は最後にさせてください！
・・・次はフォークソングを書かせてください（笑）

### Uru
ドラマ「風間公親－教場0－」の主題歌を担当させていただけたことがとても光栄で嬉しかったのですが、木村さんが“心得”を歌ってくださると聞いた時にはものすごく驚きましたし、この楽曲を大切にしてくださっていることに心から感謝しています。
原曲とはまた違った新鮮なアレンジと、木村さんの凜とした歌声に〈風間〉を感じながら聴かせていただきました。
“心得”の新しい顔を見ることができました。本当にありがとうございました。

### 久保田利伸
何だってできる、どの種のGrooveも見事にものにしてしまう木村くん!　
最先端のTrapだってAflo BeatsだってCoolに乗りこなしてしまうだろう。
でも唯一無二の木村くんの個性はそれで片付かない。時代を超越した堂々感と飄々感!　
そんな視点で2曲作らせてもらった。Old School遊びのFunkと、EvergreenなBlues。
両曲ともSo Beautifulな出来!　人生観まで声に乗せてくれた。天晴れ、Bro!

### 竹内まりや
この度は光栄にも作曲のご依頼をいただきありがとうございました。曲を作るにあたって真っ先に考えたのは、〈50代の拓哉君だからこそ少年のような胸キュンラブソングを歌ってみてほしい〉ということでした。多保孝一さんの編曲によるギターサウンド全開のゴキゲンなトラックが完成し、さらに拓哉君の伸びやかな歌声が乗って、みごとにその願いは叶えられました。ライブでこのロッカバラードが聴ける日を心から楽しみにしています!

### 堂本剛
25年以上も続くこの音楽人生のなかで、シンガーソングライターとしての活動も20年以上の時が経ちました。
その後半には楽曲をご提供させていただく機会も多くなり、日本を代表する偉大なミュージシャンの方々へと数々の楽曲をご提供させていただきました。そしてこの度は大先輩である木村拓哉さんからオファーをいただきました。僕の人生のなかにこのような日が訪れるとは夢にも思っておりませんでした。
お兄さんの色気が音と音の隙間にまで漂うダンスナンバーを是非ご堪能ください。

### 柳沢亮太（SUPER BEAVER）
ご縁あって“ここにいる”という楽曲を提供させて頂きました。
子どもの頃から一方的に観続けてきた木村拓哉というその〈人〉を、自分なりに想って想って書いた楽曲です。
デモ音源を聴いて下さった後に伝えられた木村さんの想いを伺って、この楽曲の矢印が完全にあなたへと向き切ったことを実感しました。
曲に込めた本意であり、とてもとても嬉しい瞬間でした。真っ直ぐ届きますように。

### 吉田拓郎
(原文のまま）
「テレビの番組で何回か笑いあった
その中で彼の「心臓」を見た事があった
それは僕が「肺」でいつも感じていた夢と合致した
世の中はある種のイメ－ジで彼をとらえている
それは「胃」がもたれるような勝手な想像だ

曲の依頼があった夜
僕は彼の「呼吸器」に飛び込む決心をした
酸素と水分と多少のサプリを持って
彼はそれ等を吸収しながらも
結果的にオリジナルな「消化器」を駆使して
彼が信じる「血液」へと導いた

だから今ここにキッチリと彼がいる
彼は彼自身を誰より知っている
彼だけが知っている道を前へと進む
そして彼への憧れの「脳波」を生みだす

僕は愛用の胃薬を今日から飲まない
またいつか彼に会える日を想い描いている」

## 収録曲
1. No night, No Starlight（3分42秒）
  - 作詞：前田甘露　作曲：久保田利伸　編曲：柿崎洋一郎
2. 10月の恋人たち（Lovers in October）（4分18秒）
  - 作詞・作曲：竹内まりや　編曲：多保孝一
3. ここにいる（4分2秒）
  - 作詞・作曲：柳沢亮太（SUPER BEAVER）　編曲：柳沢亮太・河野圭
4. Head Shot（3分11秒）
  - 作詞：MiNE　作曲・編曲：Albin Nordqvist
5. 'Cause I love you（3分58秒）
  - 作詞：佐藤舞花　作曲：久保田利伸　編曲：柿崎洋一郎
6. メニュー（4分54秒）
  - 作詞：明石家さんま・Tiger　作曲・編曲：井出泰彰
7. 君の空気に触れた瞬間(とき)（4分21秒）
  - 作詞・作曲：吉田拓郎　編曲：鳥山雄司
8. Crazy in love（2分46秒）
  - 作詞・作曲：堂本剛　編曲：堂本剛・Gakushi
9. 心得（3分56秒）
  - 作詞・作曲：Uru　編曲：清水俊也
10. Cherry Bomb（3分05秒）
  - 作詞：Komei Kobayashi　作曲：Rasmus Viberg・Stefan Ekstedt・Samuel Waermo
  - 編曲：Stefan Ekstedt・Samuel Waermo
11. Stay Safe（3分26秒）
  - 作詞・作曲：AI　編曲：AI・UTA

## 演奏
- 木村拓哉：Vocal
- 柿崎洋一郎：All Instruments (#1.5)
- JUON：E.Guitars & Background vocals (#2)
- SATOKO：Drums (友洋#2)
- ウエノコウジ：Bass (#2)
- 山本健太：Piano & Hammond B-3 (#2)
- 多保孝一：E.Guitars,A.Guitar,Background vocals & All other Instruments Programming (#2)
- 真壁洋平、柳沢亮太（SUPER BEAVER）：Guitars (#3)
- 越智俊介：Bass (#3)
- 石若駿：Drums (#3)
- 河野圭：Piano (#3)
- 渋谷龍太（SUPER BEAVER）：Background vocals (#3)
- 吉田篤貴EMO strings：Strings (#3)
- Albin Nordqvist：All Instruments (#4)
- 小田原友洋：Background Vocals (#4.10)
- 井出泰彰：Keyboards & Background vocals (#6)
- Davy Bergier、奈良悠樹：Guitars (#6)
- Lenzie Crosby：Bass (#6)
- 藤原佑介：Drums (#6)
- Tiger：Background vocals (#6)
- 雨宮麻未子：Violin (#6)
- 白澤美佳：Violin (#6)
- 舘泉令一：Villa (#6)
- 関口将史：Cello (#6)
- 鳥山雄司：Guitars (#7)
- 山木秀夫：Drums (#7)
- 美久月千晴：Bass (#7)
- 西村浩二：Trumpet (#7)
- 村田陽一：Trombone (#7)
- 山本拓夫：Sax (#7)
- 今井マサキ、吉岡悠歩：Background vocals (#7)
- Gakushi：Arrangement, Programming & Keyboards (#8)
- 堂本剛：Voice,E.Guitar (#8)
- 清水俊也：Keyboards (#9)
- 増崎孝司：Guitar (#9)
- 浜崎賢太：Bass (#9)
- 伊吹文裕：Drums (#9)
- Uru：Background vocals (#9)
- Stefan Ekstedt & Samuel ：All Instruments (#10)
- AI、植松陽介：Background vocals (#11)